# امیل بلانشار
شارل امیل بلانشار (به فرانسوی: Charles Émile Blanchard) یک جانورشناس و حشره شناس اهل فرانسه بود.
بلانچارد در پاریس متولد شد. پدر او یک هنرمند و یک طبیعت گرا بود به همین خاطر امیل تاریخ طبیعی را در اوایل زندگی شروع کرد. وقتی که او ۱۴ ساله بود جین ویکتوریو آوودین به او اجازهٔ دسترسی یه منابع موزه ملی تاریخ طبیعی را داد. وی بعد از سال ۱۸۶۰ شروع به از دست دادن بینایی خود کرد و بعد از مدتی کور شد. او سر انجام در فوریه سال ۱۹۰۰ میلادی فوت کرد.